# Australian Open 2021
De 109e editie van het Australische grandslamtoernooi, het Australian Open 2021, werd gehouden tussen 8 en 21 februari 2021. Het toernooi in het Melbourne Park te Melbourne was de 95e editie voor de vrouwen. Door de gevolgen van de coronapandemie werd het toernooi drie weken later gehouden dan anders (normaal gesproken wordt het toernooi gespeeld in de laatste twee weken van januari).
Bij zowel het enkelspel voor de mannen als dat voor de vrouwen begon het toernooi op de achtste van februari. Bij beide dubbelspelen startte het toernooi twee dagen later en het gemengd dubbelspel begon pas op de twaalfde. De finale van het vrouwendubbelspel werd op vrijdag de negentiende gespeeld. De finales van het vrouwenenkelspel en het gemengd dubbelspel vonden op zaterdag twintig februari plaats. Het toernooi werd afgesloten met de finales van het mannendubbelspel en het mannenenkelspel op zondag eenentwintig februari.
In het mannenenkelspel was de Serviër Novak Djokovic de titelverdediger, bij de vrouwen was dat de Amerikaanse Sofia Kenin. In het dubbelspel waren bij de mannen Rajeev Ram en Joe Salisbury de titelhouders, bij de vrouwen de Hongaarse Tímea Babos en Française Kristina Mladenovic, en in het gemengd de Tsjechische Barbora Krejčíková en de Kroaat Nikola Mektić.
Het mannenenkelspel werd gewonnen door de Servische titelverdediger Novak Djokovic, zijn achttiende grandslamtitel en zijn negende op het Australian Open. Het vrouwenenkelspel werd gewonnen door de Japanse Naomi Osaka, haar vierde grandslamtitel en haar tweede op het Australian Open. Het mannendubbelspel werd gewonnen door de Kroaat Ivan Dodig en de Slowaak Filip Polášek, voor Dodig de tweede grandslamtitel, voor Polášek de eerste. In het vrouwendubbelspel ging de titel naar de Belgische Elise Mertens (haar tweede grandslamtitel in het dubbelspel) en Wit-Russin Aryna Sabalenka (ook haar tweede). In het gemengd dubbelspel ging de titel naar de Tsjechische Barbora Krejčíková en de Amerikaan Rajeev Ram, voor haar de derde en voor hem de tweede titel in het gemengd dubbelspel.
De Nederlandse Diede de Groot won het enkelspel bij de rolstoelvrouwen – samen met landgenote Aniek van Koot won zij ook de titel in het dubbelspel.
De Belg Joachim Gérard won het enkelspel bij de rolstoelmannen.

## Toernooikalender
| Australian Open    | februari 2021 | februari 2021 | februari 2021 | februari 2021 | februari 2021 | februari 2021 | februari 2021 | februari 2021 | februari 2021 | februari 2021 | februari 2021 | februari 2021 | februari 2021 | februari 2021 |
| Australian Open    | maa 8         | din 9         | woe 10        | don 11        | vrĳ 12        | zat 13        | zon 14        | maa 15        | din 16        | woe 17        | don 18        | vrĳ 19        | zat 20        | zon 21        |
| ------------------ | ------------- | ------------- | ------------- | ------------- | ------------- | ------------- | ------------- | ------------- | ------------- | ------------- | ------------- | ------------- | ------------- | ------------- |
| mannenenkelspel    | 1e ronde      | 1e ronde      | 2e ronde      | 2e ronde      | 3e ronde      | 3e ronde      | 4e ronde      | 4e ronde      | kwartfinale   | kwartfinale   | halve finale  | halve finale  |               | finale        |
| vrouwenenkelspel   | 1e ronde      | 1e ronde      | 2e ronde      | 2e ronde      | 3e ronde      | 3e ronde      | 4e ronde      | 4e ronde      | kwartfinale   | kwartfinale   | halve finale  |               | finale        |               |
| mannendubbelspel   |               |               | 1e ronde      | 1e ronde      | 2e ronde      | 2e ronde      | 3e ronde      | 3e ronde      | kwartfinale   | kwartfinale   | halve finale  |               |               | finale        |
| vrouwendubbelspel  |               |               | 1e ronde      | 1e ronde      | 2e ronde      | 2e ronde      | 3e ronde      | 3e ronde      | kwartfinale   | halve finale  |               | finale        |               |               |
| gemengd dubbelspel |               |               |               |               | 1e ronde      | 1e ronde      | 1e ronde      | 2e ronde      | 2e ronde      | kwartfinale   | kwartfinale   | halve finale  | finale        |               |

## Enkelspel

### Mannen
Titelverdediger Novak Djokovic verlengde zijn titel tegen de Rus Daniil Medvedev.

### Vrouwen
Titelverdedigster Sofia Kenin strandde in de tweede ronde. De Japanse Naomi Osaka won de titel voor de tweede keer – in de halve finale versloeg zij Serena Williams, en in de finale Jennifer Brady.

## Dubbelspel

### Mannendubbelspel
Titelverdedigers Rajeev Ram en Joe Salisbury verloren in de finale van de Kroaat Ivan Dodig en de Slowaak Filip Polášek.

### Vrouwendubbelspel
Titelhoudsters Tímea Babos en Kristina Mladenovic kwamen hun titel niet verdedigen, wegens blessure van Mladenovic. Het toernooi werd gewonnen door de Belgische Elise Mertens en Aryna Sabalenka uit Wit-Rusland – in de finale versloegen zij het Tsjechische duo Barbora Krejčíková en Kateřina Siniaková.

### Gemengd dubbelspel
Titelverdedigers waren Barbora Krejčíková en Nikola Mektić, die deze keer afzonderlijk opereerden. De Tsjechische Krejčíková prolongeerde haar titel, met de Amerikaan Rajeev Ram aan haar zijde, waarmee zij de titel voor het derde jaar op rij won – in de eindstrijd klopten zij het Australische duo Samantha Stosur en Matthew Ebden.

## Kwalificatietoernooi (enkelspel)
Algemene regels – Aan het hoofdtoernooi (enkelspel) doen bij de mannen en vrouwen elk 128 tennissers mee. De 104 beste mannen en 104 beste vrouwen van de wereldranglijst die zich inschrijven, worden rechtstreeks toegelaten. Acht mannen en acht vrouwen krijgen van de organisatie een wildcard. Voor de overige ingeschrevenen resteren dan nog zestien plaatsen bij de mannen en zestien plaatsen bij de vrouwen in het hoofdtoernooi – deze plaatsen worden via het kwalificatietoernooi ingevuld. Aan dit kwalificatietoernooi doen nog eens 128 mannen en 128 vrouwen mee – er worden drie kwalificatieronden gespeeld.
Het kwalificatietoernooi werd gespeeld van zondag 10 tot en met woensdag 13 januari 2021. In verband met de coronapandemie werd het kwalificatietoernooi niet in Australië georganiseerd, maar op het Arabisch schiereiland. De mannen speelden in Doha (Qatar), de vrouwen in Dubai (VAE).
De volgende deelnemers aan het kwalificatietoernooi wisten zich een plaats te veroveren in de hoofdtabel:

### Mannenenkelspel
1. Carlos Alcaraz
2. Kimmer Coppejans
3. Maxime Cressy
4. Frederico Ferreira Silva
5. Quentin Halys
6. Aslan Karatsev
7. Henri Laaksonen
8. Tomáš Macháč
9. Michael Mmoh
10. Roman Safioellin
11. Serhij Stachovsky
12. Bernard Tomic
13. Viktor Troicki
14. Mario Vilella Martínez
15. Elias Ymer
16. Botic van de Zandschulp

Lucky losers
1. Taro Daniel
2. Hugo Dellien
3. Damir Džumhur
4. Robin Haase
5. Cedrik-Marcel Stebe
6. Mikael Torpegaard

### Vrouwenenkelspel
1. Tímea Babos
2. Clara Burel
3. Elisabetta Cocciaretto
4. Olga Danilović
5. Sara Errani
6. Mayo Hibi
7. Francesca Jones
8. Kaja Juvan
9. Rebecca Marino
10. Greet Minnen
11. Whitney Osuigwe
12. Chloé Paquet
13. Tsvetana Pironkova
14. Ljoedmila Samsonova
15. Valerija Savinych
16. Mayar Sherif

Lucky losers
1. Ysaline Bonaventure
2. Mihaela Buzărnescu
3. Margarita Gasparjan
4. Anna Karolína Schmiedlová

### Belgen in het kwalificatietoernooi
Er waren vijf vrouwelijke deelnemers:
1. Greet Minnen – kwalificeerde zich voor het hoofdtoernooi
2. Ysaline Bonaventure – derde ronde, verloor van Valerija Savinych, maar werd tot het hoofdtoernooi toegelaten als lucky loser
3. Marie Benoît – tweede ronde, verloor van Elisabetta Cocciaretto
4. Lara Salden – eerste ronde, verloor van Olivia Gadecki
5. Maryna Zanevska – derde ronde, verloor van Rebecca Marino

Drie mannen deden mee:
1. Kimmer Coppejans – kwalificeerde zich voor het hoofdtoernooi
2. Ruben Bemelmans – eerste ronde, verloor van Andrew Harris
3. Arthur De Greef – eerste ronde, verloor van Mohamed Safwat

### Nederlanders in het kwalificatietoernooi
Er waren vier vrouwelijke deelnemers:
1. Lesley Pattinama-Kerkhove – tweede ronde, verloor van Lesja Tsoerenko
2. Indy de Vroome – eerste ronde, verloor van Claire Liu
3. Bibiane Schoofs – eerste ronde, verloor van Daniela Seguel
4. Richèl Hogenkamp – eerste ronde, verloor van Viktorija Golubic

Er deden drie mannen mee:
1. Tallon Griekspoor – tweede ronde, verloor van John-Patrick Smith
2. Botic van de Zandschulp – kwalificeerde zich voor het hoofdtoernooi
3. Robin Haase – derde ronde, verloor van Quentin Halys, maar werd tot het hoofdtoernooi toegelaten als lucky loser

## Junioren
Wegens de coronapandemie werd geen toernooi voor junioren georganiseerd.

## Rolstoeltennis
Rolstoelvrouwenenkelspel

Finale: Diede de Groot (Nederland) won van Yui Kamiji (Japan) met 6-3, 6-7, 7-6
Rolstoelvrouwendubbelspel

Finale: Diede de Groot (Nederland) en Aniek van Koot (Nederland) wonnen van Kgothatso Montjane (Zuid-Afrika) en Lucy Shuker (VK) met 6-4, 6-1
Rolstoelmannenenkelspel

Finale: Joachim Gérard (België) won van Alfie Hewett (VK) met 6-0, 4-6, 6-4
Rolstoelmannendubbelspel

Finale: Alfie Hewett (VK) en Gordon Reid (VK) wonnen van Stéphane Houdet (Frankrijk) en Nicolas Peifer (Frankrijk) met 7-5, 7-6
Quad-enkelspel

Finale: Dylan Alcott (Australië) won van Sam Schröder (Nederland) met 6-1, 6-0
Quad-dubbelspel

Finale: Dylan Alcott (Australië) en Heath Davidson (Australië) wonnen van Andy Lapthorne (VK) en David Wagner (VS) met 6-2, 3-6, [10-7]

## Uitzendrechten
De Australian Open was in Nederland en België exclusief te zien op Eurosport. Eurosport zond de Australian Open uit via de lineaire sportkanalen Eurosport 1 en Eurosport 2 en via de online streamingdienst, de Eurosport Player.